# St. Otmar (Kleinbeuren)

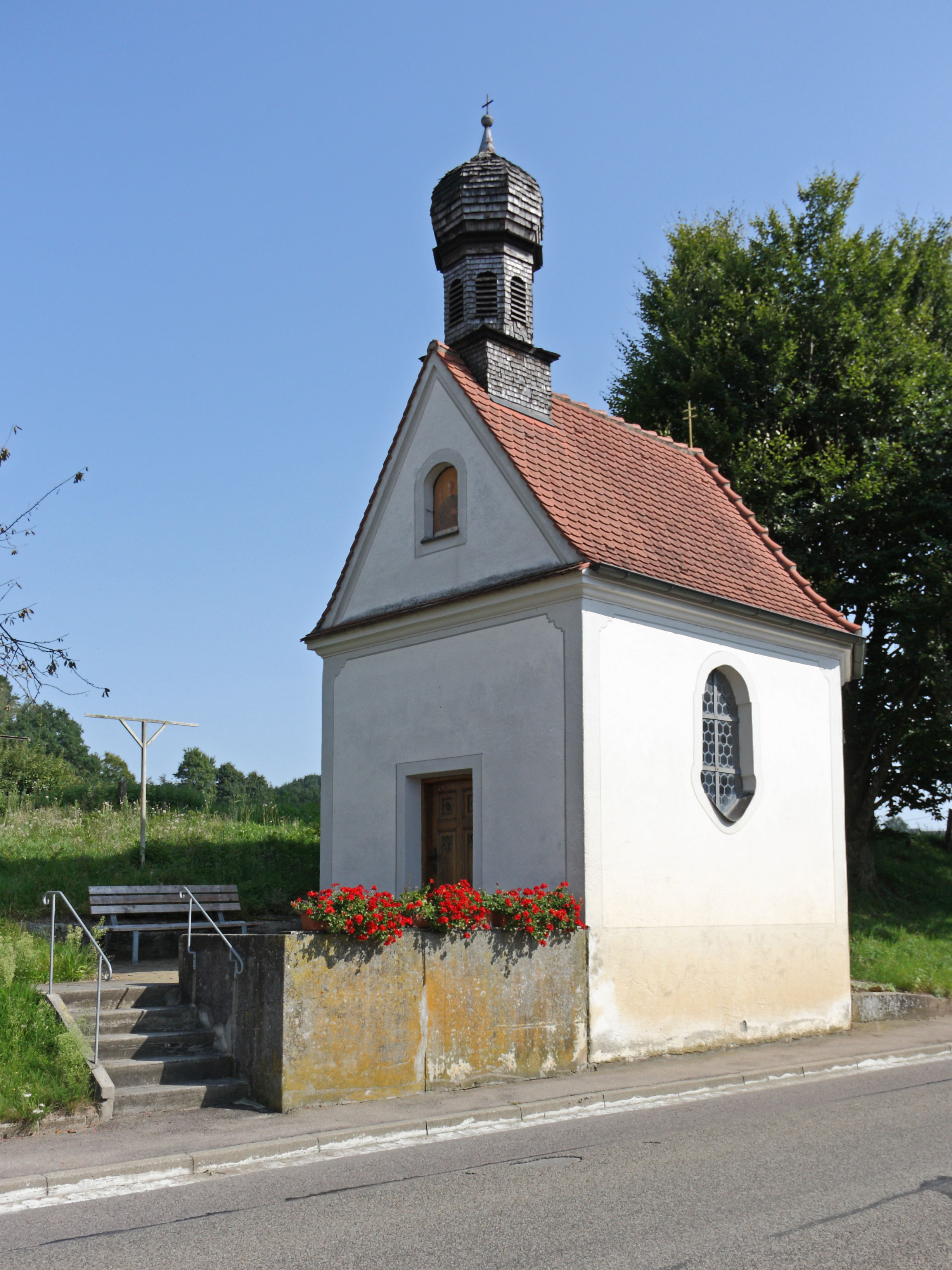
St. Otmar in Kleinbeuren

Die römisch-katholische Kapelle St. Otmar steht in Kleinbeuren, einem Gemeindeteil von Kammeltal im schwäbischen Landkreis Günzburg in Bayern. Das Bauwerk ist in der Liste der Baudenkmäler in Kammeltal als Baudenkmal unter der Nr. D-7-74-145-10 eingetragen. 

## Beschreibung
Die Kapelle wurde 1777 nach einem Entwurf von Joseph Dossenberger errichtet. Sie besteht aus einem Langhaus, das nach Süden dreiseitig geschlossen ist. Aus dem Satteldach erhebt sich im Westen ein quadratischer, schiefergedeckter Dachreiter, der sich achteckig fortsetzt und mit einer Zwiebelhaube bedeckt ist. Er wurde 1940/45 erneuert. Die Deckenmalerei wird dem Umfeld von Johann Baptist Enderle zugeschrieben. Über dem Chorbogen im Innenraum ist das Wappen des Klosters Wettenhausen angebracht. Auf dem Altarretabel des Hochaltars von 1877 ist Otmar von St. Gallen dargestellt.